# Зуферс
Зуферс (нім. Sufers) — громада  в Швейцарії в кантоні Граубюнден, регіон Віамала.

## Географія
Громада розташована на відстані близько 155 км на схід від Берна, 34 км на південь від Кура.
Зуферс має площу 34,6 км², з яких на 0,8% дозволяється будівництво (житлове та будівництво доріг), 12,1% використовуються в сільськогосподарських цілях, 25,9% зайнято лісами, 61,1% не є продуктивними (річки, льодовики або гори).

## Демографія
2019 року в громаді мешкало 145 осіб (+12,4% порівняно з 2010 роком), іноземців було 10,3%. Густота населення становила 4 осіб/км².
За віковим діапазоном населення розподілялося таким чином: 26,9% — особи молодші 20 років, 46,2% — особи у віці 20—64 років, 26,9% — особи у віці 65 років та старші. Було 58 помешкань (у середньому 2,5 особи в помешканні).
Із загальної кількості 85 працюючих 30 було зайнятих в первинному секторі, 25 — в обробній промисловості, 30 — в галузі послуг.